# Iván Poddubny
Iván Maksimovich Poddubny (en ruso: Ива́н Максимович Подду́бный; en ucraniano: Іва́н Максимович Підду́бний, romanizado: Ivan Maksymovych Piddubnyy; (8 de octubre de 1871- 8 de agosto de 1949) fue un luchador profesional del Imperio ruso y la Unión Soviética.

## Biografía
Poddubniy nació el día de Juan el Apóstol de 1871 en el seno de una familia de cosacos de Zaporiyia en la aldea de Krasenivka, en el condado de Zolotonosha (uyezd) de la Gobernación de Poltava del Imperio ruso (actual Raión de Zolotonosha del Óblast de Cherkasy, Ucrania). Al tener una familia numerosa, Poddubny padre tuvo dificultades para mantenerlos, por lo que Iván se vio obligado a abandonar la casa paterna antes de cumplir los 20 años. De joven, Poddubny trabajó como instalador en los puertos de Sebastopol y Feodosiya durante siete años ganándose el apodo de Iván el Grande. En Feodosiya, Iván comenzó a practicar con pesas rusas y participó en algunos combates de lucha libre. En algún momento alrededor de 1897-1898, comenzó a viajar con giras de circo y actuó al principio en Sebastopol y más tarde en Kiev arenas.
En algún momento de 1903, Poddubny se unió al Club Atlético de San Petersburgo, con el que participó en los Campeonatos del Mundo de Moscú y París. En 1905 se proclamó campeón del mundo de lucha en París y más tarde realizó una gira por Italia, Argelia, Bélgica, Berlín, ganando un campeonato en Niza. En 1906, Poddubny ganó otros dos mundiales en París y Milán.
En 1907 Georg Hackenschmidt sitúa a cuatro fuertes luchadores: Constant Le Marin, Stanislaus Zbyszko, Ivan Poddubny y Joe Rogers. Los cuatro desafían a Hackenschmidt, y éste acepta competir contra el más fuerte de ellos, lo que debería determinar el torneo. En Inglaterra, Hackenschmidt asiste a un combate entre Zbyszko y Poddubny, que gana Zbyszko por descalificación.
Antes de regresar a su casa en Krasenivka en 1910, también ganó varias copas del mundo más en Viena, París y Frankfurt.
Iván ganó en repetidas ocasiones Lucha grecorromana "Copas del Mundo" entre profesionales, incluida la más autoritaria de ellas: la de París (1905-08). En 1925-27 actuó en Alemania y EE. UU.
Según el museo de Krasenivka, no malgastó el dinero ganado durante las luchas y a su regreso a casa compró 200 ha (494,2 acre) terrenos, dos casas en un pueblo vecino de Bohodukhivka, una pequeña tienda, una mantequería, dos molinos uno de los cuales se encontraba en Orzhytsia (hoy una ciudad de Óblast de Poltava).Por aquel entonces, se casó por primera vez. En algún momento de 1913, Poddubny participó en otro Mundial en Moscú donde quedó subcampeón. Fue entonces cuando su mujer le dejó por otro llevándose sus medallas de oro.
Mientras estaba de gira en Rostov, Iván conoció a su futura segunda esposa con la que se casó en 1923.En la década de 1920 estuvo de gira por Estados Unidos permaneciendo invicto mientras visitaba Nueva York, Los Ángeles, Filadelfia, Chicago, San Francisco. 
El 2 de febrero de 1926, en la ciudad de Nueva York, Poddubny perdió ante campeón mundial de lucha de pesos pesados Joe Stecher, lo que se considera la primera derrota de Poddubny en 25 años. El 16 de junio, Stecher derrota de nuevo a Poddubny en el Auditorio Olímpico de Los Ángeles ante 10 000 personas.
Durante su gira por Estados Unidos se vio obligado a luchar en lucha libre olímpica contra sus contrincantes. A los 56 años Iván ganó un concurso de belleza entre hombres en Estados Unidos. Al no poder sacar del banco el medio millón de dólares que había ganado (requisito para ser ciudadano), se marchó a su país.
Más tarde Iván continuó actuando en los circos rusos retirándose finalmente a la edad de 70 años. Su última actuación de despedida la realizó en el circo de la ciudad de Tula en 1941. Tras su jubilación, se instaló con su mujer en Kuban comprando una casa de dos plantas con jardín en Yeisk.
En noviembre de 1939 recibió el título de Artista de Honor de la RSFSR, y en 1945 el de Maestro de Honor de los Deportes.
Durante la ocupación nazi ocupación alemana, se negó a abandonar la Unión Soviética para entrenar a luchadores alemanes.
La última batalla la libra a la edad de 70 años. Tras el final de su carrera, se trasladó al Mar de Azov y vivió hasta su muerte - 77 años.
Poddubny mantuvo una rivalidad profesional de por vida con el luchador Stanislaus Zbyszko. Murió invicto el 8 de agosto de 1949, en la ciudad de Yeisk, en la región de Kuban, en el Sur de Rusia, de un ataque al corazón. Iván fue enterrado en Yeysk, en un parque a las afueras de la ciudad.En el lugar de su entierro se instaló un obelisco que solía decir "Aquí yace el Bogatyr ruso".

## Vida personal
Su primera esposa, Antonina, le engañó y huyó con otro, robándole sus medallas de oro. Antonina se arrepintió más tarde de sus actos e intentó volver, pero Iván no la perdonó.
Según el director del museo de Krasenivka, Iván tenía tres hermanas (Motrona, Maryna y Yevdokiya) y tres hermanos (Omelyan, Mykyta y Mytrofan). Se desconoce el destino de Omelyan y Mykyta, mientras que Mytrofan siguió viviendo en Krasenivka, donde murió en 1966. El último pariente de Iván Poddubny que vivió en Krasenivka fue su nieta Hanna Zakharivna, que murió en algún momento antes de 2011. También se sabe que tanto Motrona como Maryna tuvieron tres hijos cada una, sin embargo, la relación más estrecha Iván la mantuvo con su hermana menor Yevdokiya y fue como padrino de su hija Mariya. Con el tiempo, Yevdokiya se trasladó al pueblo vecino de Bohodukhivka y más tarde a Zolotonosha.
El nombre del padre de Iván era Maksym Ivanovych Piddubny.Según el museo de Krasenivka, la altura de Iván Poddubny era de 180 cm (70,9 plg), su peso era de 118 kg (260,1 lb), la circunferencia de su bíceps era de 44 cm (17,3 plg), y su cuello tenía un grosor de 60 cm (23,6 plg).
Entre los amigos de Poddubny se encontraba Dmytro Yavornytsky, que vivía en Dnipropetrovsk (Yekaterinoslav).

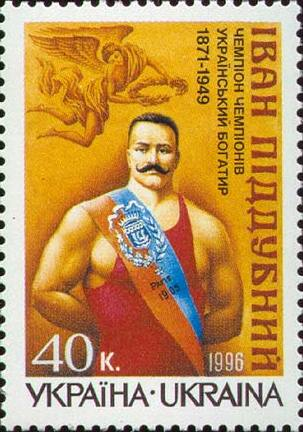
Sello postal ucraniano con Poddubny

## Campeonatos, logros y premios
- Seis veces campeón consecutivo de lucha grecorromana en 1905-1909, el primero en conseguirlo.[13]
- Legión de Honor (1911)[14]
- Orden de la Bandera Roja del Trabajo (1939)[1]
- Artista de Honor de la RSFSR (1939)
- Maestro Honorario de los Deportes de la URSS (1945)[1]

## Legado
Existe un monumento dedicado a Poddubny en su pueblo natal de Krasenivka. También existe el Fondo Iván Piddubny dirigido por Petro Dusheiko (antiguo gobernador de Chornobai Raion).El Fondo patrocina el festival anual de la fuerza bogatyr que se lleva a cabo desde 1998.El festival que reúne hasta 10 000 personas fue visitado una vez por un nieto y un bisnieto de Iván Poddubny que llegaron de Kazajstán.
- Colegio Olímpico Piddubny, antigua Escuela Superior Republicana de Cultura Física (en Kiev) rebautizada en 2015.